# Stodoliszcze (stacja kolejowa)
Stodoliszcze (ros. Стодолище) – stacja kolejowa w miejscowości Stodoliszcze, w rejonie poczinkowskim, w obwodzie smoleńskim, w Rosji. Położona jest na linii Briańsk – Smoleńsk.

## Historia
Stacja kolejowa powstała w czasach carskich na drodze żelaznej orłowsko-witebskiej, pomiędzy stacjami Krapiwinskaja i Waśkowo.